# Die Gesellschaft (Politikzeitschrift)
Die theoretische Monatsschrift Die Gesellschaft erschien von 1. April 1924 bis zum März 1933. Sie gilt als Nachfolger der Zeitschrift Die Neue Zeit (1883–1923, Theoriezeitschrift der SPD) und als Vorläufer der Zeitschrift Die neue Gesellschaft (1954–1984). 
Sie wurde von Rudolf Hilferding (1877–1941) redigiert und erschien im Dietz-Verlag.  
Hilferding, durch sein Werk Das Finanzkapital (1910) früh bekanntgeworden, war im Kabinett Stresemann I (13. August bis zum 6. Oktober 1923,  erstes Kabinett der Großen Koalition) Reichsminister der Finanzen. Von 1920 bis 1925 war er Mitglied im Vorläufigen Reichswirtschaftsrat. 
Von Mai 1924 bis 1933 war er Reichstagsabgeordneter. 
Im Kabinett Müller II (28. Juni 1928 bis zum 27. März 1930), der zweiten Großen Koalition der Weimarer Republik, war Hilferding bis Ende 1929 Finanzminister.